# 355-й ракетний полк (СРСР)
355-й ракетний полк (в/ч 29502) — військова частина у складі Ракетних військ стратегічного призначення Збройних сил СРСР і України.

## Історія створення і бойовий шлях
355-й ракетний полк сформований на підставі директиви ГШ ЗС СРСР від 02.07.1969 року протягом липня — жовтня того ж року на базі 51-ї бойової стартової позиції (сел. Виползово, Тверська область, РФ). Увійшов до складу 7-ї гвардійської ракетної дивізії.
24 червня 1971 року полку вручені Бойовий прапор і Грамота Президії Верховної Ради СРСР.
У липні 1971 року полк передислокований до м. Первомайськ Миколаївської області, де увійшов до складу 46-ї ракетної дивізії.
Наказом головкома РВСП від 31.10.1973 року 355-й ракетний полк з 15.00 5 листопада 1973 року першим у РВСП 10-ма шахтними пусковими установками заступив на бойове чергування з ракетами 15ПО20У (УР-100У, SS-11) на БРК-9. У 1977 році полк переозброєний на ракетний комплекс УР-100Н (SS-19), у вересні 1981 року — на ракетний комплекс 15ПО35 (УР-100НУ, SS-19 mod.3). З 4 грудня 1990 року полк ніс бойове чергування на ракетному комплексі 15ПО60 (РТ-23УТТХ, SS -24) з 6-ма пусковими установками.
У зв'язку з ліквідацією ядерного озброєння в Україні, 31 травня 2002 року 355-й ракетний полк був розформований.

## Командири полку
- підполковник Владимирський Владислав Костянтинович (1969—1972);
- підполковник Недашковський Іван Авксентійович (1972—1977);
- полковник Ванков Микола Васильович (1977—1986);
- підполковник Большаков В'ячеслав Анатолійович (1986—1988);
- підполковник Шарапов Володимир Федорович (1988—1990);
- підполковник Почкай Олексій Миколайович (1990—1992);
- підполковник Сподарук Юрій Арсентійович (1992—1994);
- підполковник Черба Олександр Михайлович (1994—1997);
- підполковник Шарапов Віктор Іванович (1997—1999);
- підполковник В'юнник Олександр Володимирович (1999—2000);
- полковник Куркін Микола Леонідович (2000—2002).